# Élections présidentielles sous la Cinquième République dans les Deux-Sèvres
Depuis l'adoption de la Constitution de la Cinquième République française en 1958, dix élections présidentielles ont eu lieu afin d'élire le président de la République. Cette page présente les résultats de ces élections dans les Deux-Sèvres.

## Synthèse des résultats du second tour
Jusqu'en 1981, les Deux-Sèvres votent plus à droite que la France, plaçant en particulier Valéry Giscard d'Estaing (52,43 %) devant François Mitterrand en 1981. Le département vote ensuite dans la tendance nationale jusqu'en 2007 où il place Ségolène Royal (54,79 %) devant Nicolas Sarkozy. En 2012, François Hollande (57,31 %) obtient 3,5 points de plus qu'au niveau national. En 2017, Emmanuel Macron obtient 4,5 points de plus qu'au niveau national.
| 2022 | Emmanuel Macron (62,13 %) (France : 58,55 %) | Marine Le Pen (37,87 %) (France : 41,45 %) | 76,40 % (France : 71,99 %) | 7,02 % (France : 6,23 %) |

| 2017 | Emmanuel Macron (71,54 %) (France : 66,10 %) | Marine Le Pen (28,46 %) (France : 33,90 %) | 78,86 % (France : 77,77 %) | 2,51 % (France : 2,47 %) |

| 2012 | François Hollande (57,31 %) (France : 51,64 %) | Nicolas Sarkozy (42,69 %) (France : 48,36 %) | 83,9 % (France : 80,35 %) | 2,38 % (France : 5,82 %) |

| 2007 | Nicolas Sarkozy (45,21 %) (France : 53,06 %) | Ségolène Royal (54,79 %) (France : 46,94 %) | 87 % (France : 83,97 %) | 2,2 % (France : 4,20 %) |

| 2002 | Jacques Chirac (89,62 %) (France : 82,21 %) | J.-M. Le Pen (10,38 %) (France : 17,79 %) | 75,57 % (France : 79,71 %) | 5 % (France : 3,38 %) |

| 1995 | Jacques Chirac (52,49 %) (France : 52,64 %) | Lionel Jospin (47,51 %) (France : 47,36 %) | 81,64 % (France : 78,38 %) | 3,96 % (France : 2,81 %) |

| 1988 | François Mitterrand (53,67 %) (France : 54,02 %) | Jacques Chirac (46,33 %) (France : 45,98 % %) | 84,17 % (France : 81,35 %) | 2,98 % (France : 2,00 %) |

| 1981 | François Mitterrand (47,57 %) (France : 51,76 %) | Valéry Giscard d'Estaing (52,43 %) (France : 48,24 %) | 84,05 % (France : 81,09 %) | 1,97 % (France : 1,62 %) |

| 1974 | Valéry Giscard d'Estaing (57,72 %) (France : 50,81 %) | François Mitterrand (42,28 %) (France : 49,19 %) | 85,39 % (France : 84,23 %) | 1,27 % (France : 0,92 %) |

| 1969 | Georges Pompidou (56,61 %) (France : 58,21 %) | Alain Poher (43,39 %) (France : 41,79 %) | 79,17 % (France : 77,59 %) | 1,65 % (France : 1,29 %) |

| 1965 | Charles de Gaulle (58,39 %) (France : 55,20 %) | François Mitterrand (41,61 %) (France : 44,80 %) | 85,1 % (France : 84,75 %) | 1,12 % (France : 1,01 %) |

|  | ▲ |

## Résultats détaillés par scrutin

### 2022
Arrivé en tête du premier tour, le président sortant Emmanuel Macron (27,85 %) affronte Marine Le Pen (23,15 %), un duel identique à celui du scrutin de 2017. C'est la deuxième fois qu'un second tour opposant les mêmes candidats à deux scrutins présidentiels consécutifs a lieu après ceux où se sont affrontés Valéry Giscard d'Estaing et François Mitterrand en 1974 et 1981.
En troisième position avec 21,95 % des voix, Jean-Luc Mélenchon réalise le score le plus élevé de ses trois candidatures et arrive largement en tête de la gauche, mais échoue à accéder au second tour, avec environ 400 000 voix de moins que Marine Le Pen.
Une nouvelle fois, les partis politiques traditionnels sont absents du second tour, dans des proportions encore plus importantes que lors de la précédente élection. Le Parti socialiste et Les Républicains, représentés respectivement par Anne Hidalgo et Valérie Pécresse, s'effondrent avec des scores historiquement faibles et n'atteignent pas le seuil des 5 %, condition permettant d'être remboursé des frais de campagne.
Pour la première fois, les candidatures classées à l'extrême droite dépassent le seuil de 30 % des suffrages exprimés au premier tour tandis que les sondages d'opinion laissent annoncer un duel serré face au président sortant, la possibilité d'une victoire pour Marine Le Pen étant pour la première fois envisagée par ceux-ci.
Le second tour voit Emmanuel Macron l'emporter par 58,55 % des suffrages exprimés, permettant ainsi au président sortant d'entamer un second mandat. Le septennat ayant été aboli en 2000, il devient ainsi le premier président de la République française à être réélu pour un deuxième quinquennat, le deuxième président de la Cinquième République réélu hors période de cohabitation et le quatrième président de la Cinquième République réélu.
Dans les Deux-Sèvres, Emmanuel Macron arrive en tête du premier tour avec 32,93 % des exprimés, suivi de Marine Le Pen (23,05 %), de Jean-Luc Mélenchon (18,83 %) et de Yannick Jadot (4,85 %). Au second tour, les électeurs ont voté à 62,13 % pour Emmanuel Macron contre 37,87 % pour Marine Le Pen avec un taux de participation de 76,40 % des inscrits.
| Candidats                | Candidats                | Partis                   | Premier tour | Premier tour | Second tour | Second tour |
| Candidats                | Candidats                | Partis                   | Voix         | %            | Voix        | %           |
| ------------------------ | ------------------------ | ------------------------ | ------------ | ------------ | ----------- | ----------- |
|                          | Emmanuel Macron          | LREM                     | 68 540       | 32,93        | 117 805     | 62,13       |
|                          | Marine Le Pen            | RN                       | 47 979       | 23,05        | 71 791      | 37,87       |
|                          | Jean-Luc Mélenchon       | LFI                      | 39 197       | 18,83        |             |             |
|                          | Yannick Jadot            | EELV                     | 10 088       | 4,85         |             |             |
|                          | Valérie Pécresse         | LR                       | 9 262        | 4,45         |             |             |
|                          | Éric Zemmour             | REC                      | 8 813        | 4,23         |             |             |
|                          | Jean Lassalle            | RES                      | 7 026        | 3,38         |             |             |
|                          | Fabien Roussel           | PCF                      | 4 545        | 2,18         |             |             |
|                          | Nicolas Dupont-Aignan    | DLF                      | 4 536        | 2,18         |             |             |
|                          | Anne Hidalgo             | PS                       | 4 348        | 2,09         |             |             |
|                          | Philippe Poutou          | NPA                      | 2 136        | 1,03         |             |             |
|                          | Nathalie Arthaud         | LO                       | 1 645        | 0,79         |             |             |
|                          |                          |                          |              |              |             |             |
| Votes valides            | Votes valides            | Votes valides            | 208 115      | 97,34        | 189 596     | 90,81       |
| Votes blancs             | Votes blancs             | Votes blancs             | 3 846        | 1,80         | 13 581      | 6,50        |
| Votes nuls               | Votes nuls               | Votes nuls               | 1 850        | 0,87         | 5 606       | 2,69        |
| Total                    | Total                    | Total                    | 213 811      | 100          | 208 783     | 100         |
| Abstention               | Abstention               | Abstention               | 59 403       | 21,74        | 64 481      | 23,60       |
| Inscrits / participation | Inscrits / participation | Inscrits / participation | 273 214      | 78,26        | 273 264     | 76,40       |

### 2017
Le premier tour de l'élection présidentielle de 2017 voit s'affronter onze candidats. Emmanuel Macron arrive en tête devant Marine Le Pen et tous deux se qualifient pour le second tour. Néanmoins, avec François Fillon et Jean-Luc Mélenchon, les scores des quatre candidats ayant recueilli le plus de voix sont serrés (4,43 points entre le 1er et le 4e). Pour la première fois, aucun des candidats des deux partis politiques pourvoyeurs jusque-là des présidents de la Ve République, n'est présent au second tour. Celui-ci se tient le dimanche 7 mai et se solde par la victoire d'Emmanuel Macron, avec un total de 20 753 798 bulletins de vote en sa faveur, soit 66,10 % des suffrages exprimés, face à la candidate du Front national, qui recueille 33,90 %. Le scrutin est néanmoins marqué par une forte abstention et par un record de votes blancs ou nuls.
Dans les Deux-Sèvres, Emmanuel Macron arrive en tête du premier tour avec 26,97 % des exprimés, suivi de Jean-Luc Mélenchon (19,41 %), François Fillon (18,75 %), Marine Le Pen (18,02 %) et Benoît Hamon (6,97 %). Au second tour, les électeurs ont voté à 71,54 % pour Emmanuel Macron contre 28,46 % pour Marine Le Pen avec un taux de participation de 78,86 % des inscrits.
|             | EM          | Emmanuel Macron       | 57 826  | 26,97 %    | 135 827 | 71,54 %    |  |  |
|             | LFi         | Jean-Luc Mélenchon    | 41 609  | 19,41 %    |         |            |  |  |
|             | LR          | François Fillon       | 40 195  | 18,75 %    |         |            |  |  |
|             | FN          | Marine Le Pen         | 38 640  | 18,02 %    | 54 039  | 28,46 %    |  |  |
|             | PS          | Benoît Hamon          | 14 950  | 6,97 %     |         |            |  |  |
|             | DlF         | Nicolas Dupont-Aignan | 11 356  | 5,3 %      |         |            |  |  |
|             | NPA         | Philippe Poutou       | 3 483   | 1,62 %     |         |            |  |  |
|             | RES         | Jean Lassalle         | 2 599   | 1,21 %     |         |            |  |  |
|             | LO          | Nathalie Arthaud      | 1 869   | 0,87 %     |         |            |  |  |
|             | UPR         | François Asselineau   | 1 478   | 0,69 %     |         |            |  |  |
|             | SeP         | Jacques Cheminade     | 393     | 0,18 %     |         |            |  |  |
|             |             |                       |         |            |         |            |  |  |
|             |             |                       | Nombre  | % inscrits | Nombre  | % inscrits |  |  |
| Inscrits    | Inscrits    | Inscrits              | 272 385 |            | 272 387 |            |  |  |
| Abstentions | Abstentions | Abstentions           | 51 156  | 18,78 %    | 57 585  | 21,14 %    |  |  |
| Votants     | Votants     | Votants               | 221 229 | 81,22 %    | 214 802 | 78,86 %    |  |  |
|             |             |                       |         |            |         |            |  |  |
|             |             |                       |         | % votants  |         | % votants  |  |  |
| Blancs      | Blancs      | Blancs                | 4 703   | 1,73 %     | 18 203  | 6,68 %     |  |  |
| Nuls        | Nuls        | Nuls                  | 2 128   | 0,78 %     | 6 733   | 2,47 %     |  |  |
| Exprimés    | Exprimés    | Exprimés              | 214 398 | 78,71 %    | 189 866 | 69,7 %     |  |  |

### 2012
Hollande, désigné par le PS à la suite d'une primaire ouverte, devance Sarkozy dès le premier tour de l'élection présidentielle de 2012 : c'est la première fois qu'un président sortant est ainsi devancé. Au second tour, Sarkozy est battu mais par un écart plus faible qu'attendu.
Dans les Deux-Sèvres, François Hollande arrive en tête du premier tour avec 33,34 % des exprimés, suivi de Nicolas Sarkozy (25,01 %), Marine Le Pen (13,57 %), François Bayrou (11 %) et Jean-Luc Mélenchon (10,24 %). Au second tour, les électeurs ont voté à 57,31 % pour François Hollande contre 42,69 % pour Nicolas Sarkozy avec un taux de participation de 84,2 % des inscrits.
|                | PS             | François Hollande     | 73 911  | 33,34 %    | 122 858 | 57,31 %    |  |  |
|                | UMP            | Nicolas Sarkozy       | 55 462  | 25,01 %    | 91 527  | 42,69 %    |  |  |
|                | FN             | Marine Le Pen         | 30 077  | 13,57 %    |         |            |  |  |
|                | MoDem          | François Bayrou       | 24 395  | 11 %       |         |            |  |  |
|                | FG             | Jean-Luc Mélenchon    | 22 709  | 10,24 %    |         |            |  |  |
|                | DLF            | Nicolas Dupont-Aignan | 4 952   | 2,23 %     |         |            |  |  |
|                | EELV           | Éva Joly              | 4 480   | 2,02 %     |         |            |  |  |
|                | NPA            | Philippe Poutou       | 3 550   | 1,6 %      |         |            |  |  |
|                | LO             | Nathalie Arthaud      | 1 612   | 0,73 %     |         |            |  |  |
|                | S&P            | Jacques Cheminade     | 567     | 0,26 %     |         |            |  |  |
|                |                |                       |         |            |         |            |  |  |
|                |                |                       | Nombre  | % inscrits | Nombre  | % inscrits |  |  |
| Inscrits       | Inscrits       | Inscrits              | 270 711 |            | 270 641 |            |  |  |
| Abstentions    | Abstentions    | Abstentions           | 43 596  | 16,1 %     | 42 772  | 15,8 %     |  |  |
| Votants        | Votants        | Votants               | 227 115 | 83,9 %     | 227 869 | 84,2 %     |  |  |
|                |                |                       |         |            |         |            |  |  |
|                |                |                       |         | % votants  |         | % votants  |  |  |
| Blancs ou nuls | Blancs ou nuls | Blancs ou nuls        | 5 400   | 2,38 %     | 13 484  | 5,92 %     |  |  |
| Exprimés       | Exprimés       | Exprimés              | 221 715 | 97,62 %    | 214 385 | 97,62 %    |  |  |

### 2007
Au premier tour de l'élection présidentielle de 2007, Sarkozy réussit à capter une partie des voix de Le Pen et arrive largement en tête. Royal est la première femme qualifiée pour le second tour d'une élection présidentielle. Elle est battue avec une avance de 6 points.
Dans les Deux-Sèvres, Ségolène Royal arrive en tête du premier tour avec 33,89 % des exprimés, suivie de Nicolas Sarkozy (26,56 %), François Bayrou (18,95 %), Jean-Marie Le Pen (5,79 %) et Philippe De Villiers (4,14 %). Au second tour, les électeurs ont voté à 45,21 % pour Nicolas Sarkozy contre 54,79 % pour Ségolène Royal avec un taux de participation de 87,71 % des inscrits.
|                | PS             | Ségolène Royal       | 77 655  | 33,89 %    | 124 204 | 54,79 %    |  |  |
|                | UMP            | Nicolas Sarkozy      | 60 847  | 26,56 %    | 102 474 | 45,21 %    |  |  |
|                | UDF            | François Bayrou      | 43 418  | 18,95 %    |         |            |  |  |
|                | FN             | Jean-Marie Le Pen    | 13 256  | 5,79 %     |         |            |  |  |
|                | MPF            | Philippe de Villiers | 9 489   | 4,14 %     |         |            |  |  |
|                | LCR            | Olivier Besancenot   | 9 043   | 3,95 %     |         |            |  |  |
|                | CPNT           | Frédéric Nihous      | 3 697   | 1,61 %     |         |            |  |  |
|                | Les Verts      | Dominique Voynet     | 3 536   | 1,54 %     |         |            |  |  |
|                | LO             | Arlette Laguiller    | 2 676   | 1,17 %     |         |            |  |  |
|                | SE             | José Bové            | 2 543   | 1,11 %     |         |            |  |  |
|                | GPA            | Marie-George Buffet  | 2 227   | 0,97 %     |         |            |  |  |
|                | CNRSP          | Gérard Schivardi     | 734     | 0,32 %     |         |            |  |  |
|                |                |                      |         |            |         |            |  |  |
|                |                |                      | Nombre  | % inscrits | Nombre  | % inscrits |  |  |
| Inscrits       | Inscrits       | Inscrits             | 269 277 |            | 269 097 |            |  |  |
| Abstentions    | Abstentions    | Abstentions          | 34 999  | 13 %       | 33 077  | 12,29 %    |  |  |
| Votants        | Votants        | Votants              | 234 278 | 87 %       | 236 020 | 87,71 %    |  |  |
|                |                |                      |         |            |         |            |  |  |
|                |                |                      |         | % votants  |         | % votants  |  |  |
| Blancs ou nuls | Blancs ou nuls | Blancs ou nuls       | 5 157   | 2,2 %      | 9 342   | 3,96 %     |  |  |
| Exprimés       | Exprimés       | Exprimés             | 229 121 | 97,8 %     | 226 678 | 96,04 %    |  |  |

### 2002
Après cinq années de cohabitation, un duel est attendu entre Chirac et le Premier ministre Jospin lors de l'élection présidentielle de 2002, mais, à la surprise générale, ce dernier est devancé par Le Pen au premier tour. Au second tour, Chirac bénéficie du ralliement de la gauche et reçoit un score sans précédent. Il s'agit de la première élection pour un mandat de cinq ans et non plus sept.
Dans les Deux-Sèvres, Jacques  Chirac arrive en tête du premier tour avec 22,36 % des exprimés, suivi de Lionel  Jospin (18,15 %), Jean-Marie  Le Pen (9,27 %), François Bayrou (8,01 %) et Arlette Laguiller (6,92 %). Au second tour, les électeurs ont voté à 89,62 % pour Jacques  Chirac contre 10,38 % pour Jean-Marie  Le Pen avec un taux de participation de 83,65 % des inscrits.
|                | RPR            | Jacques Chirac          | 41 890  | 22,36 %    | 186 377 | 89,62 %    |  |  |
|                | PS             | Lionel Jospin           | 33 998  | 18,15 %    |         |            |  |  |
|                | FN             | Jean-Marie Le Pen       | 17 367  | 9,27 %     | 21 596  | 10,38 %    |  |  |
|                | UDF            | François Bayrou         | 15 008  | 8,01 %     |         |            |  |  |
|                | LO             | Arlette Laguiller       | 12 960  | 6,92 %     |         |            |  |  |
|                | CPNT           | Jean Saint-Josse        | 12 516  | 6,68 %     |         |            |  |  |
|                | Les Verts      | Noël Mamère             | 11 134  | 5,94 %     |         |            |  |  |
|                | LCR            | Olivier Besancenot      | 10 108  | 5,4 %      |         |            |  |  |
|                | MC             | Jean-Pierre Chevènement | 7 639   | 4,08 %     |         |            |  |  |
|                | DL             | Alain Madelin           | 6 758   | 3,61 %     |         |            |  |  |
|                | PRG            | Christiane Taubira      | 3 900   | 2,08 %     |         |            |  |  |
|                | PC             | Robert Hue              | 3 819   | 2,04 %     |         |            |  |  |
|                | Cap21          | Corinne Lepage          | 3 587   | 1,91 %     |         |            |  |  |
|                | FRS            | Christine Boutin        | 3 135   | 1,67 %     |         |            |  |  |
|                | MNR            | Bruno Mégret            | 2 416   | 1,29 %     |         |            |  |  |
|                | PT             | Daniel Gluckstein       | 1 094   | 0,58 %     |         |            |  |  |
|                |                |                         |         |            |         |            |  |  |
|                |                |                         | Nombre  | % inscrits | Nombre  | % inscrits |  |  |
| Inscrits       | Inscrits       | Inscrits                | 260 937 |            | 260 912 |            |  |  |
| Abstentions    | Abstentions    | Abstentions             | 63 741  | 24,43 %    | 42 655  | 16,35 %    |  |  |
| Votants        | Votants        | Votants                 | 197 196 | 75,57 %    | 218 257 | 83,65 %    |  |  |
|                |                |                         |         |            |         |            |  |  |
|                |                |                         |         | % votants  |         | % votants  |  |  |
| Blancs ou nuls | Blancs ou nuls | Blancs ou nuls          | 9 867   | 5 %        | 10 284  | 4,71 %     |  |  |
| Exprimés       | Exprimés       | Exprimés                | 187 329 | 95 %       | 207 973 | 95,29 %    |  |  |

### 1995
Après une nouvelle cohabitation et alors que la droite est particulièrement divisée entre Chirac et le Premier ministre Balladur, Jospin réussit à arriver en tête au premier tour de l'élection présidentielle de 1995, malgré la très lourde défaite de la gauche aux législatives de 1993. Au second tour, il est battu par Chirac.
Dans les Deux-Sèvres, Lionel Jospin arrive en tête du premier tour avec 25,53 % des exprimés, suivi de Jacques Chirac (21,81 %), Édouard Balladur (20,61 %), Philippe de Villiers (9,06 %) et Jean-Marie Le Pen (7,38 %). Au second tour, les électeurs ont voté à 52,49 % pour Jacques Chirac contre 47,51 % pour Lionel Jospin avec un taux de participation de 82,31 % des inscrits.
|                | PS             | Lionel Jospin        | 51 890  | 25,53 %    | 96 399  | 47,51 %    |  |  |
|                | RPR            | Jacques Chirac       | 44 343  | 21,81 %    | 106 494 | 52,49 %    |  |  |
|                | RPR            | Édouard Balladur     | 41 885  | 20,61 %    |         |            |  |  |
|                | MPF            | Philippe de Villiers | 18 411  | 9,06 %     |         |            |  |  |
|                | FN             | Jean-Marie Le Pen    | 15 008  | 7,38 %     |         |            |  |  |
|                | PC             | Robert Hue           | 11 613  | 5,71 %     |         |            |  |  |
|                | LO             | Arlette Laguiller    | 11 600  | 5,71 %     |         |            |  |  |
|                | Les Verts      | Dominique Voynet     | 7 848   | 3,86 %     |         |            |  |  |
|                | S&P            | Jacques Cheminade    | 676     | 0,33 %     |         |            |  |  |
|                |                |                      |         |            |         |            |  |  |
|                |                |                      | Nombre  | % inscrits | Nombre  | % inscrits |  |  |
| Inscrits       | Inscrits       | Inscrits             | 259 259 |            | 259 241 |            |  |  |
| Abstentions    | Abstentions    | Abstentions          | 47 609  | 18,36 %    | 45 870  | 17,69 %    |  |  |
| Votants        | Votants        | Votants              | 211 650 | 81,64 %    | 213 371 | 82,31 %    |  |  |
|                |                |                      |         |            |         |            |  |  |
|                |                |                      |         | % votants  |         | % votants  |  |  |
| Blancs ou nuls | Blancs ou nuls | Blancs ou nuls       | 8 376   | 3,96 %     | 10 478  | 4,91 %     |  |  |
| Exprimés       | Exprimés       | Exprimés             | 203 274 | 96,04 %    | 202 893 | 95,09 %    |  |  |

### 1988
Après deux ans de cohabitation, Mitterrand affronte le Premier ministre Chirac lors de l'élection présidentielle de 1988. Le Pen obtient au premier tour un score jusque-là sans précédent pour un parti d'extrême droite. Au second tour, Mitterrand est facilement réélu.
Dans les Deux-Sèvres, François Mitterrand arrive en tête du premier tour avec 37,47 % des exprimés, suivi de Jacques Chirac (21,2 %), Raymond Barre (21,14 %), Jean-Marie Le Pen (7,49 %) et Antoine Waechter (4,47 %). Au second tour, les électeurs ont voté à 53,67 % pour François Mitterrand contre 46,33 % pour Jacques Chirac avec un taux de participation de 86,55 % des inscrits.
|                | PS                    | François Mitterrand | 76 530  | 37,47 %    | 112 010 | 53,67 %    |  |  |
|                | RPR                   | Jacques Chirac      | 43 303  | 21,2 %     | 96 691  | 46,33 %    |  |  |
|                | SE                    | Raymond Barre       | 43 181  | 21,14 %    |         |            |  |  |
|                | FN                    | Jean-Marie Le Pen   | 15 299  | 7,49 %     |         |            |  |  |
|                | Les Verts             | Antoine Waechter    | 9 121   | 4,47 %     |         |            |  |  |
|                | PC                    | André Lajoinie      | 6 507   | 3,19 %     |         |            |  |  |
|                | LO                    | Arlette Laguiller   | 5 430   | 2,66 %     |         |            |  |  |
|                | Communiste rénovateur | Pierre Juquin       | 3 667   | 1,8 %      |         |            |  |  |
|                | MPT                   | Pierre Boussel      | 1 199   | 0,59 %     |         |            |  |  |
|                |                       |                     |         |            |         |            |  |  |
|                |                       |                     | Nombre  | % inscrits | Nombre  | % inscrits |  |  |
| Inscrits       | Inscrits              | Inscrits            | 250 098 |            | 250 082 |            |  |  |
| Abstentions    | Abstentions           | Abstentions         | 39 579  | 15,83 %    | 33 646  | 13,45 %    |  |  |
| Votants        | Votants               | Votants             | 210 519 | 84,17 %    | 216 436 | 86,55 %    |  |  |
|                |                       |                     |         |            |         |            |  |  |
|                |                       |                     |         | % votants  |         | % votants  |  |  |
| Blancs ou nuls | Blancs ou nuls        | Blancs ou nuls      | 6 282   | 2,98 %     | 7 735   | 3,57 %     |  |  |
| Exprimés       | Exprimés              | Exprimés            | 204 237 | 97,02 %    | 208 701 | 96,43 %    |  |  |

### 1981
Lors de l'élection présidentielle de 1981, Giscard d'Estaing arrive en tête au premier tour et affronte, comme la fois précédente, Mitterrand. Pour la première fois, un président sortant est battu : Mitterrand devient le premier président de gauche de la Ve République.
Dans les Deux-Sèvres, Valéry Giscard d'Estaing arrive en tête du premier tour avec 33,24 % des exprimés, suivi de François Mitterrand (27,03 %), Jacques Chirac (16,99 %), Georges Marchais (8,15 %) et Michel Crépeau (4,26 %). Au second tour, les électeurs ont voté à 57,72 % pour Valéry Giscard d'Estaing contre 47,57 % pour François Mitterrand avec un taux de participation de 88,4 % des inscrits.
|                | UDF            | Valéry Giscard d'Estaing | 65 792  | 33,24 %    | 108 121 | 52,43 %    |  |  |
|                | PS             | François Mitterrand      | 53 503  | 27,03 %    | 98 088  | 47,57 %    |  |  |
|                | RPR            | Jacques Chirac           | 33 635  | 16,99 %    |         |            |  |  |
|                | PC             | Georges Marchais         | 16 142  | 8,15 %     |         |            |  |  |
|                | MRG            | Michel Crépeau           | 8 429   | 4,26 %     |         |            |  |  |
|                | MEP            | Brice Lalonde            | 6 588   | 3,33 %     |         |            |  |  |
|                | LO             | Arlette Laguiller        | 4 963   | 2,51 %     |         |            |  |  |
|                | Divers droite  | Marie-France Garaud      | 3 676   | 1,86 %     |         |            |  |  |
|                | Divers droite  | Michel Debré             | 3 396   | 1,72 %     |         |            |  |  |
|                | PSU            | Huguette Bouchardeau     | 1 834   | 0,93 %     |         |            |  |  |
|                |                |                          |         |            |         |            |  |  |
|                |                |                          | Nombre  | % inscrits | Nombre  | % inscrits |  |  |
| Inscrits       | Inscrits       | Inscrits                 | 240 274 |            | 240 262 |            |  |  |
| Abstentions    | Abstentions    | Abstentions              | 38 329  | 15,95 %    | 27 861  | 11,6 %     |  |  |
| Votants        | Votants        | Votants                  | 201 945 | 84,05 %    | 212 401 | 88,4 %     |  |  |
|                |                |                          |         |            |         |            |  |  |
|                |                |                          |         | % votants  |         | % votants  |  |  |
| Blancs ou nuls | Blancs ou nuls | Blancs ou nuls           | 3 987   | 1,97 %     | 6 192   | 2,92 %     |  |  |
| Exprimés       | Exprimés       | Exprimés                 | 197 958 | 98,03 %    | 206 209 | 97,08 %    |  |  |

### 1974
L'élection présidentielle de 1974 est une élection anticipée à la suite de la mort de Pompidou. Mitterrand, candidat unique de la gauche, est largement en tête au premier tour devant Giscard d'Estaing, qui distance lui-même Chaban-Delmas. Au terme d'une campagne animée, marquée par un débat télévisé tendu, Giscard d'Estaing l'emporte avec une très courte avance.
Dans les Deux-Sèvres, François Mitterrand arrive en tête du premier tour avec 34,95 % des exprimés, suivi de Valéry Giscard d'Estaing (34,79 %), Jacques Chaban-Delmas (17,05 %), Jean Royer (7,43 %) et Arlette Laguiller (3,15 %). Au second tour, les électeurs ont voté à 57,72 % pour Valéry Giscard d'Estaing contre 42,28 % pour François Mitterrand avec un taux de participation de 88,51 % des inscrits.
|                | PS             | François Mitterrand      | 61 009  | 34,95 %    | 76 263  | 42,28 %    |  |  |
|                | RI             | Valéry Giscard d'Estaing | 60 730  | 34,79 %    | 104 132 | 57,72 %    |  |  |
|                | UDR            | Jacques Chaban-Delmas    | 29 756  | 17,05 %    |         |            |  |  |
|                | SE             | Jean Royer               | 12 973  | 7,43 %     |         |            |  |  |
|                | LO             | Arlette Laguiller        | 5 498   | 3,15 %     |         |            |  |  |
|                | SE, écologiste | René Dumont              | 1 477   | 0,85 %     |         |            |  |  |
|                | FN             | Jean-Marie Le Pen        | 1 214   | 0,7 %      |         |            |  |  |
|                | MDSF           | Émile Muller             | 803     | 0,46 %     |         |            |  |  |
|                | FCR            | Alain Krivine            | 461     | 0,26 %     |         |            |  |  |
|                | MFE            | Jean-Claude Sebag        | 279     | 0,16 %     |         |            |  |  |
|                | NAR            | Bertrand Renouvin        | 272     | 0,16 %     |         |            |  |  |
|                |                |                          |         |            |         |            |  |  |
|                |                |                          | Nombre  | % inscrits | Nombre  | % inscrits |  |  |
| Inscrits       | Inscrits       | Inscrits                 | 207 069 |            | 207 052 |            |  |  |
| Abstentions    | Abstentions    | Abstentions              | 30 259  | 14,61 %    | 23 782  | 11,49 %    |  |  |
| Votants        | Votants        | Votants                  | 176 810 | 85,39 %    | 183 270 | 88,51 %    |  |  |
|                |                |                          |         |            |         |            |  |  |
|                |                |                          |         | % votants  |         | % votants  |  |  |
| Blancs ou nuls | Blancs ou nuls | Blancs ou nuls           | 2 254   | 1,27 %     | 2 875   | 1,57 %     |  |  |
| Exprimés       | Exprimés       | Exprimés                 | 174 556 | 98,73 %    | 180 395 | 98,43 %    |  |  |

### 1969
L'élection présidentielle de 1969 est une élection anticipée à la suite de la démission de De Gaulle. La gauche se lance désunie dans la course et, bien que Duclos (PCF) manque de le devancer, c'est le président par intérim Poher qui accède au second tour face à l'ex-Premier ministre Pompidou. Alors que Duclos refuse d'appeler à voter au second tour pour « bonnet blanc ou blanc bonnet », Pompidou est finalement largement élu.
Dans les Deux-Sèvres, Georges Pompidou arrive en tête du premier tour avec 49,05 % des exprimés, suivi de Alain Poher (28,98 %), Jacques Duclos (11,07 %), Gaston Defferre (4,79 %) et Michel Rocard (3,94 %). Au second tour, les électeurs ont voté à 56,61 % pour Georges Pompidou contre 43,39 % pour Alain Poher avec un taux de participation de 76,14 % des inscrits.
|                | UDR            | Georges Pompidou | 77 029  | 49,05 %    | 83 637  | 56,61 %    |  |  |
|                | CD             | Alain Poher      | 45 508  | 28,98 %    | 64 118  | 43,39 %    |  |  |
|                | PC             | Jacques Duclos   | 17 392  | 11,07 %    |         |            |  |  |
|                | SFIO           | Gaston Defferre  | 7 528   | 4,79 %     |         |            |  |  |
|                | PSU            | Michel Rocard    | 6 186   | 3,94 %     |         |            |  |  |
|                | SE             | Louis Ducatel    | 2 008   | 1,28 %     |         |            |  |  |
|                | LC             | Alain Krivine    | 1 400   | 0,89 %     |         |            |  |  |
|                |                |                  |         |            |         |            |  |  |
|                |                |                  | Nombre  | % inscrits | Nombre  | % inscrits |  |  |
| Inscrits       | Inscrits       | Inscrits         | 201 697 |            | 201 662 |            |  |  |
| Abstentions    | Abstentions    | Abstentions      | 42 017  | 20,83 %    | 48 115  | 23,86 %    |  |  |
| Votants        | Votants        | Votants          | 159 680 | 79,17 %    | 153 547 | 76,14 %    |  |  |
|                |                |                  |         |            |         |            |  |  |
|                |                |                  |         | % votants  |         | % votants  |  |  |
| Blancs ou nuls | Blancs ou nuls | Blancs ou nuls   | 2 629   | 1,65 %     | 5 792   | 3,77 %     |  |  |
| Exprimés       | Exprimés       | Exprimés         | 157 051 | 98,35 %    | 147 755 | 96,23 %    |  |  |

### 1965
L'élection présidentielle de 1965 est la première élection au suffrage universel direct à la suite du référendum d'octobre 1962. De Gaulle est mis en ballottage, à la surprise générale, par Mitterrand, candidat unique de la gauche. La campagne du second tour est axée sur l'Europe et les relations internationales ainsi que sur l'armement nucléaire. De Gaulle est finalement réélu avec une large avance.
Dans les Deux-Sèvres, Charles de Gaulle arrive en tête du premier tour avec 42,67 % des exprimés, suivi de François Mitterrand (27,25 %), Jean Lecanuet (22,57 %), Jean-Louis Tixier-Vignancour (4,37 %) et Pierre Marcilhacy (2,22 %). Au second tour, les électeurs ont voté à 58,39 % pour Charles de Gaulle contre 41,61 % pour François Mitterrand avec un taux de participation de 85,29 % des inscrits.
|                | UNR            | Charles de Gaulle            | 71 695  | 42,67 %    | 95 790  | 58,39 %    |  |  |
|                | CIR            | François Mitterrand          | 45 786  | 27,25 %    | 68 268  | 41,61 %    |  |  |
|                | MRP            | Jean Lecanuet                | 37 917  | 22,57 %    |         |            |  |  |
|                | SE             | Jean-Louis Tixier-Vignancour | 7 344   | 4,37 %     |         |            |  |  |
|                | PLE            | Pierre Marcilhacy            | 3 728   | 2,22 %     |         |            |  |  |
|                | SE             | Marcel Barbu                 | 1 538   | 0,92 %     |         |            |  |  |
|                |                |                              |         |            |         |            |  |  |
|                |                |                              | Nombre  | % inscrits | Nombre  | % inscrits |  |  |
| Inscrits       | Inscrits       | Inscrits                     | 199 663 |            | 199 662 |            |  |  |
| Abstentions    | Abstentions    | Abstentions                  | 29 744  | 14,9 %     | 29 375  | 14,71 %    |  |  |
| Votants        | Votants        | Votants                      | 169 919 | 85,1 %     | 170 287 | 85,29 %    |  |  |
|                |                |                              |         |            |         |            |  |  |
|                |                |                              |         | % votants  |         | % votants  |  |  |
| Blancs ou nuls | Blancs ou nuls | Blancs ou nuls               | 1 911   | 1,12 %     | 6 229   | 3,66 %     |  |  |
| Exprimés       | Exprimés       | Exprimés                     | 168 008 | 98,88 %    | 164 058 | 96,34 %    |  |  |